# Max Brenner

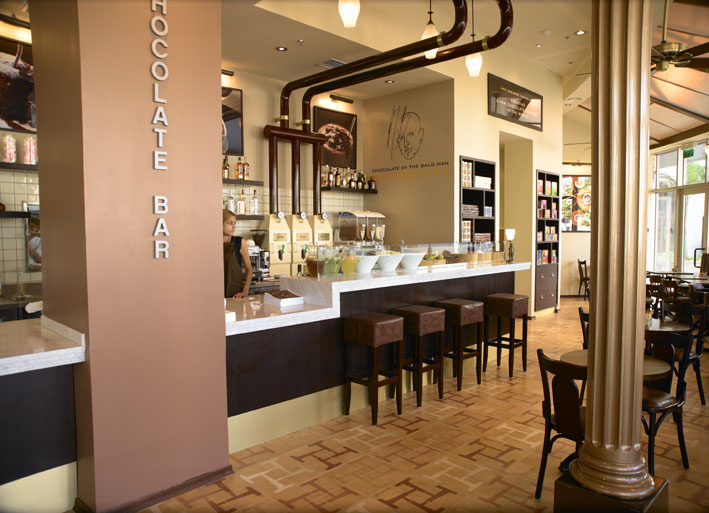
Max Brenner chocolate bar, Herclijja Izrael

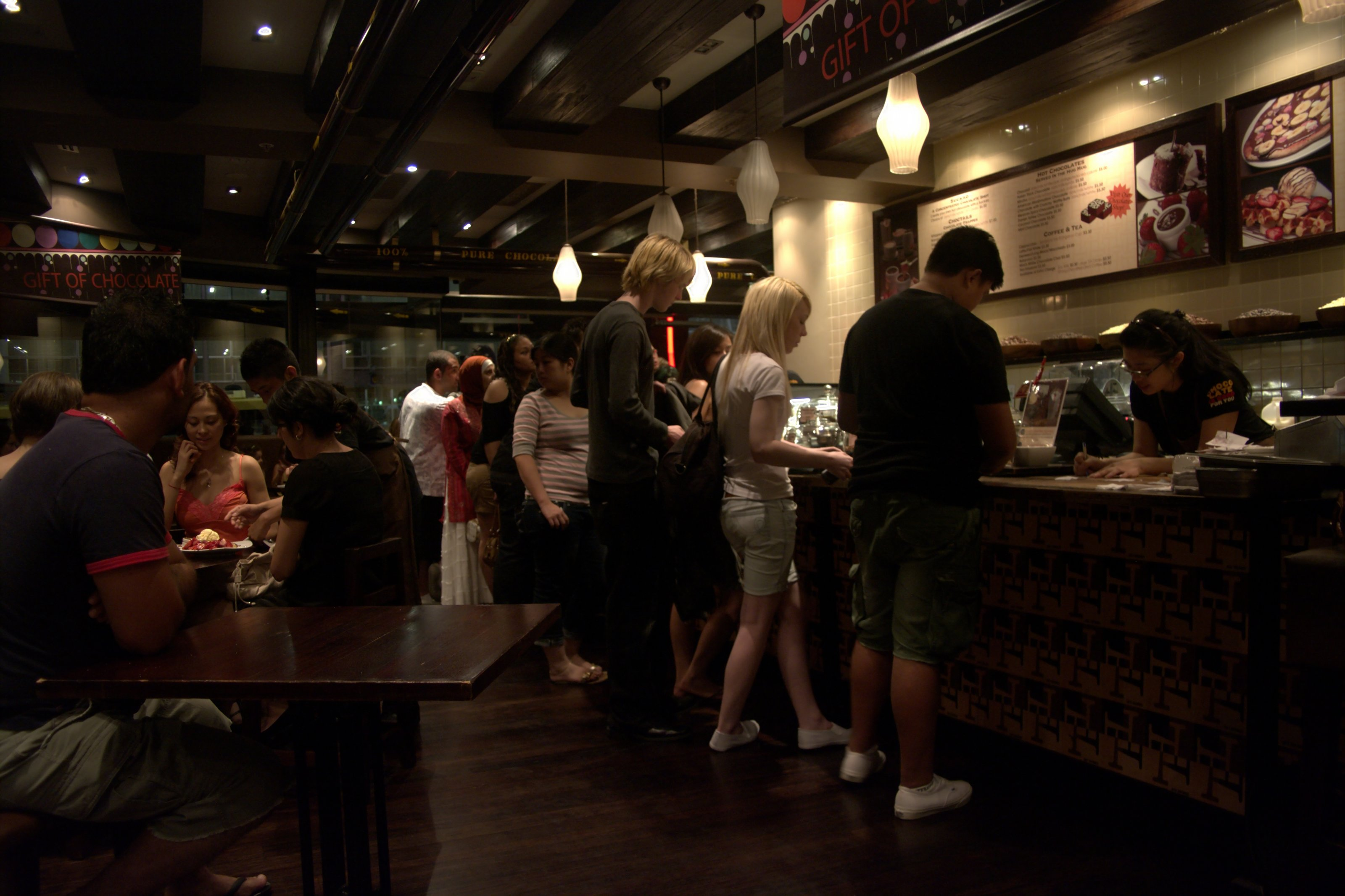
Restauracja Max Brenner w środku

Max Brenner – izraelska sieć restauracji posiadająca 23 obiekty specjalizujące się w drinkach oraz deserach powstałych na bazie czekolady. Najlepiej znane, tradycjonalne słodkości to: fondue, wafle (tzw. crepes) oraz ciasteczka Brownie. W restaurację wkomponowany jest również firmowy sklep, który oferuje oryginalne praliny, oraz inne wyroby sygnowane znakiem Max Brenner.

## Historia
Max Brenner został założony w 1996 roku w mieście Ra’ananna w Izraelu przez Maxa Fichtmana oraz Odeda Brennera. Od imienia pierwszego, oraz nazwiska drugiego z założycieli powstała nazwa restauracji. W rzeczywistości nie ma jednego Maxa Brennera, jednak Oded Brenner często jest z nim utożsamiany.
Od 2001 roku firma stała się częścią Strauss Group, jednej z największych izraelskich sieci spożywczych.

## Specjalności
Wszystkie wyroby oferowane przez firmę ujęte zostały w 5 kategorii menu:

### Sweets
- Waffles and Crepes
- The Chocolate Fondue
- The Melting Chocolate Heart
- Sweet Icons
- Desserts
- MaxI sCream
- The Chocolate Bakery

### Drinks
- Hot Chocolate
- Choctails
- Drinks
- Coffee and Tea

### Max’s Food
- Kategorie podzielone są na przyrządy, za pomocą których spożywa się jedzenie.

### Max’s Brunch
Potrawy przygotowane przede wszystkim z dodatkiem jaj. Są serwowane w porze tzw. brunchu (amerykańska odmiana słowa 'lunch' – przerwy na posiłek w trakcie pracy.)

### Kids Menu
Dodatkowo w restauracji nowojorskiej dostępna jest część: Max’s Breakfest.

## Siedziba główna
Główne biuro Max Brenner – Corporate Office – znajduje się w Nowym Jorku przy 37 West 17th street, Suite 5-E (skrzyżowanie 5 alei i 17 ulicy) nieopodal placu Union Square.

## Lista restauracji na świecie

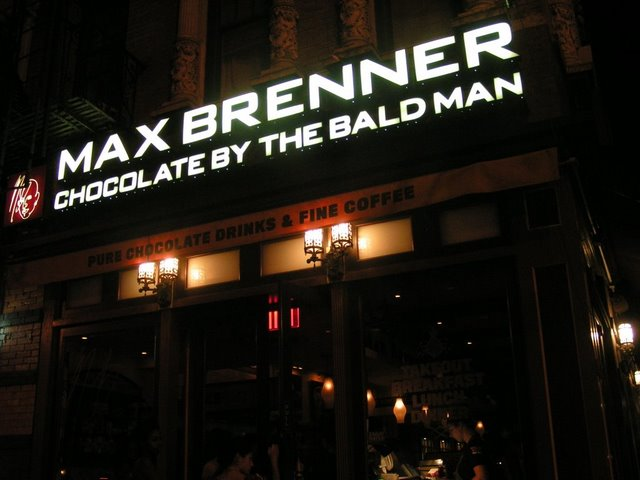
Max Brenner przy 2nd Avenue, Nowy Jork

### Australia

#### Nowa Południowa Walia
- David Jones Limited, Sydney C.B.D. – David Jones
- George Street, Sydney C.B.D. – George St.
- Westfield Bondi Junction. Sydney – Bondi Junction Westfield
- Manly, Nowa Południowa Walia Sydney – Manly
- Paddington, Nowa Południowa Walia Sydney – Paddington
- Parramatta, Nowa Południowa Walia Sydney – Parramatta
- St. Ives, Nowa Południowa Walia, Sydney – St. Ives

#### Prowincja Wiktorii
- Melbourne Central Shopping Centre – Melbourne
- Melbourne C.B.D. – Queen Victoria Village
- Melbourne – Glen Waverley
- Melbourne – Maribyrnong
- Południowe Melbourne

### Izrael
- Herclijja – 8 Hamenofim St.
- Tel Awiw – 45 Rothschild Avenue
- Tel Awiw – Yarkon Estuary
- Tel Awiw – Ramat ha-Chajjal
- Riszon le-Cijjon – 24 Saharov St.
- Netanja – 17 Giborey Israel St.

### Filipiny
- Makati
- Manila

### Singapur
- Esplanade Mall

### Stany Zjednoczone

#### Nowy Jork
- Manhattan – 841 Broadway – 13th/14th
- Manhattan – 141 2nd Avenue/9th (zamknięta 27 lipca 2009 z powodu nieopłacalności).

#### Filadelfia
- 1500 Walnut Street – (otwarta w lipcu 2009).